# Force Majeure (album de Tangerine Dream)
Pour les articles homonymes, voir Force majeure (homonymie).
Albums de Tangerine Dream
Cyclone
(1978) Quichotte (Pergamon)
(1980)
Force Majeure est un album du groupe Tangerine Dream sorti en 1979. L'ingénieur du son, Edvard Meyer, est également crédité pour son jeu au violoncelle.

## Titres
Toutes les chansons sont écrites et composées par Froese, Franke.
| 1.    | Force majeure          | 18:18 |
| 2.    | Cloudburst Flight      | 7:21  |
| 3.    | Thru metamorphic Rocks | 14:15 |
| 39:54 |                        |       |

## Artistes
- Edgar Froese
- Christopher Franke
- Klaus Krieger